# INRI
INRI («Ісус Назарянин, Цар Юдейський») — напис на хресті на якому був розп'ятий Христос.

## Євангельське оповідання

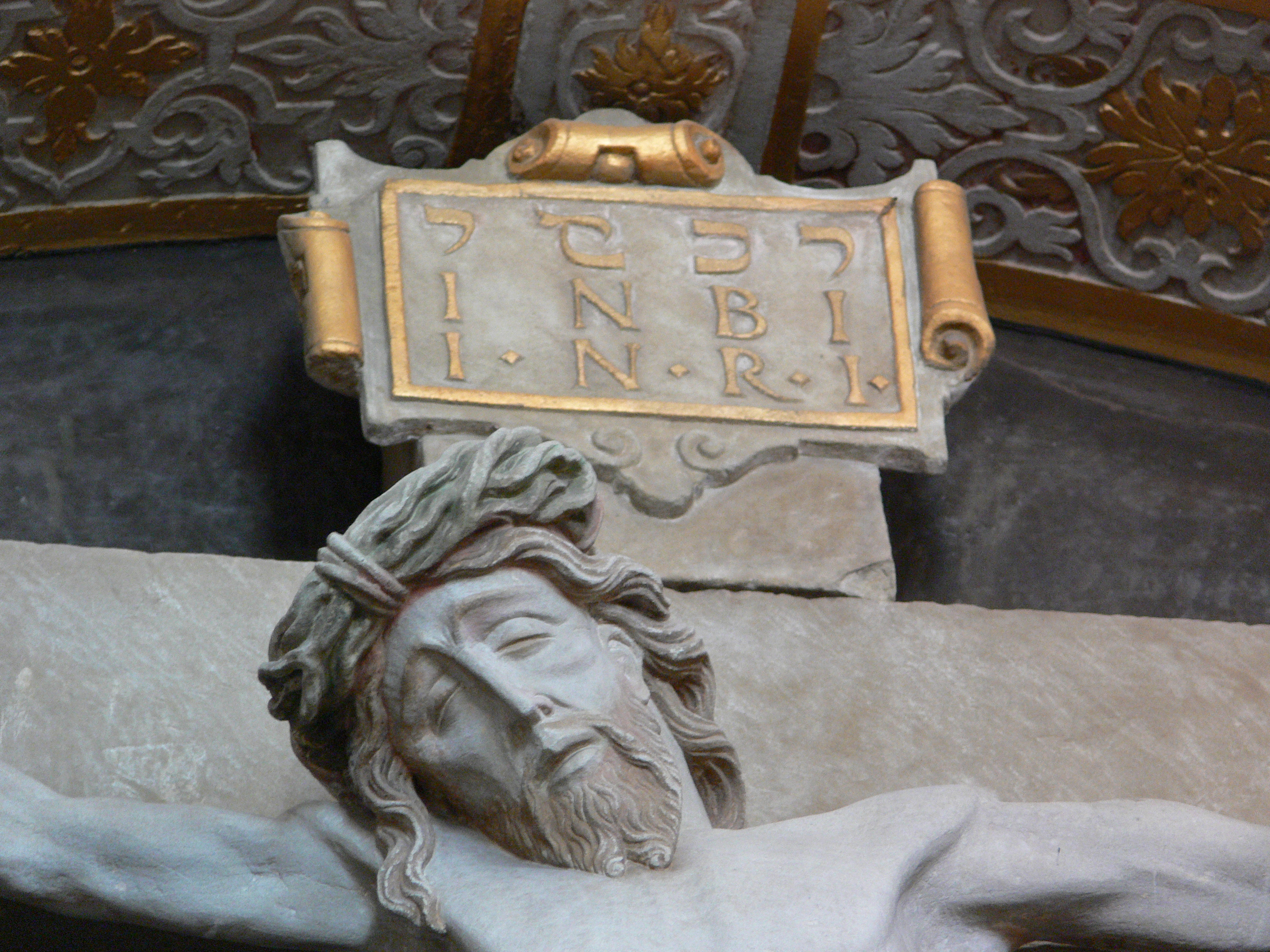
Акроніми фрази «Ісус Назарянин, Цар Юдейський» трьома мовами на розп'ятті в Німеччині

Згідно з Євангелієм від Івана, саме ця фраза була написана Понтієм Пілатом на Хресті, на якому розіп'яли Христа:
|                  | А Пилат написав і на́писа, та й умістив на хресті. Було ж там написано: „Ісус Назаряни́н, Цар Юдейський“. І багато з юдеїв читали цього написа, бо те місце, де Ісус був розп'я́тий, було близько від міста. А було по-гебрейському, по-грецькому й по-римському написано. Тож сказали Пилатові юдейські первосвященики: „Не пиши: Цар Юдейський, але що Він Сам говорив: Я — Цар Юдейський. Пилат відповів: „Що я написав — написав!“ |
| — (Ів. 19:19-22) | |

Напис був виконаний трьома мовами: давньоєврейською (мова місцевого населення), грецькою (міжнародна мова спілкування в той час) і латиною (мова римлян; Палестина була тоді римською провінцією, Понтій Пілат був її намісником).
Усі Євангелія подають цей напис трохи по-різному:
| Мт. 27:37                                                                  | Мр. 15:26                                            | Лк. 23:38                                                                                          | Ів. 19:19                                                                                               |
| -------------------------------------------------------------------------- | ---------------------------------------------------- | -------------------------------------------------------------------------------------------------- | --- |
| І напис провини Його помістили над Його головою: „Це Ісус, Цар Юдейський“. | І був написаний на́пис провини Його: „Цар Юдейський“. | Був же й напис над Ним письмом грецьким, латинським і гебрейським написаний: „Це — Цар Юдейський“. | А Пилат написав і на́писа, та й умістив на хресті. Було ж там написано: „Ісус Назаряни́н, Цар Юдейський“. |

## Варіації написання

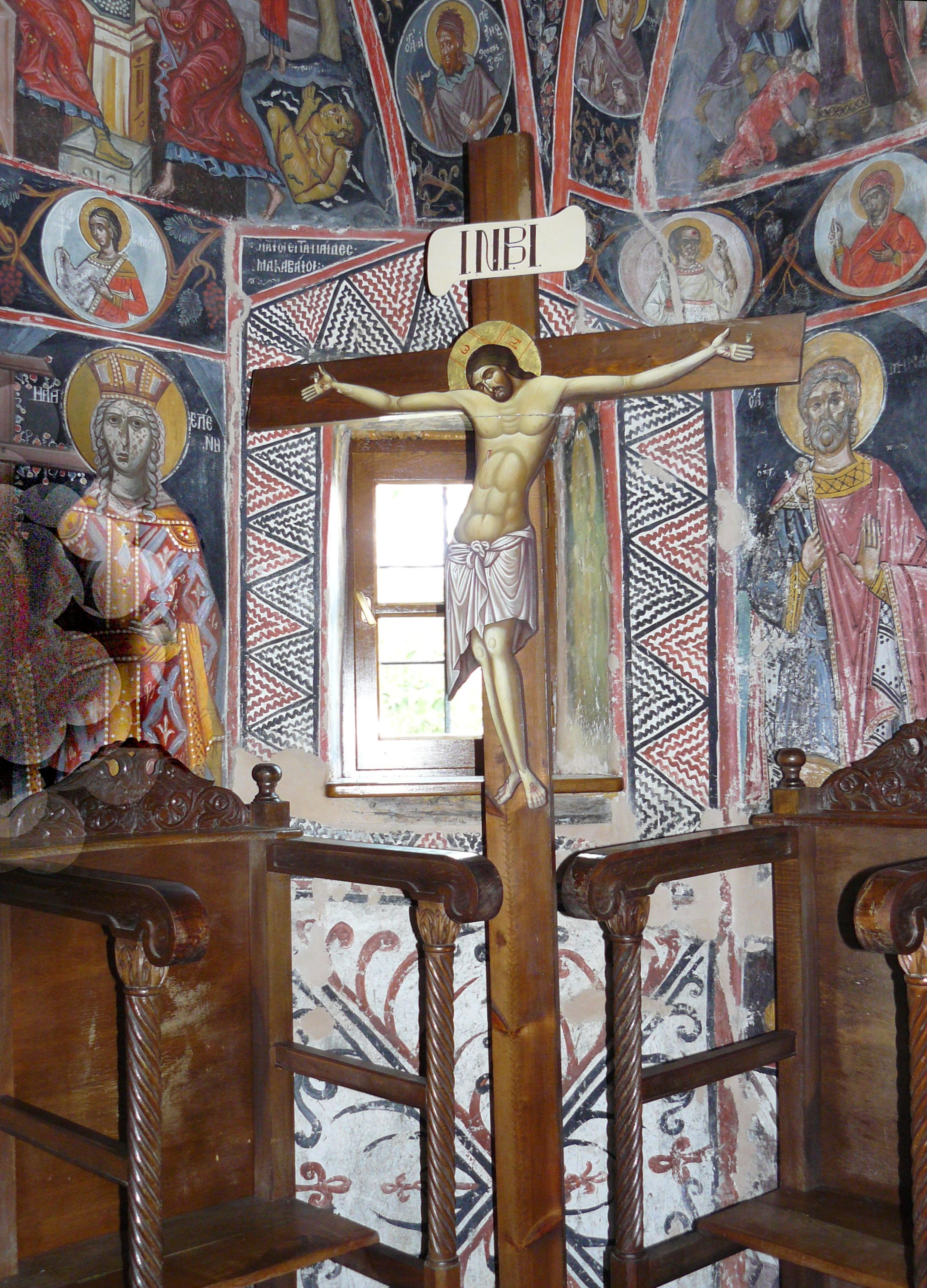
Православне розп'яття з написом INBI (Метеора, Греція)

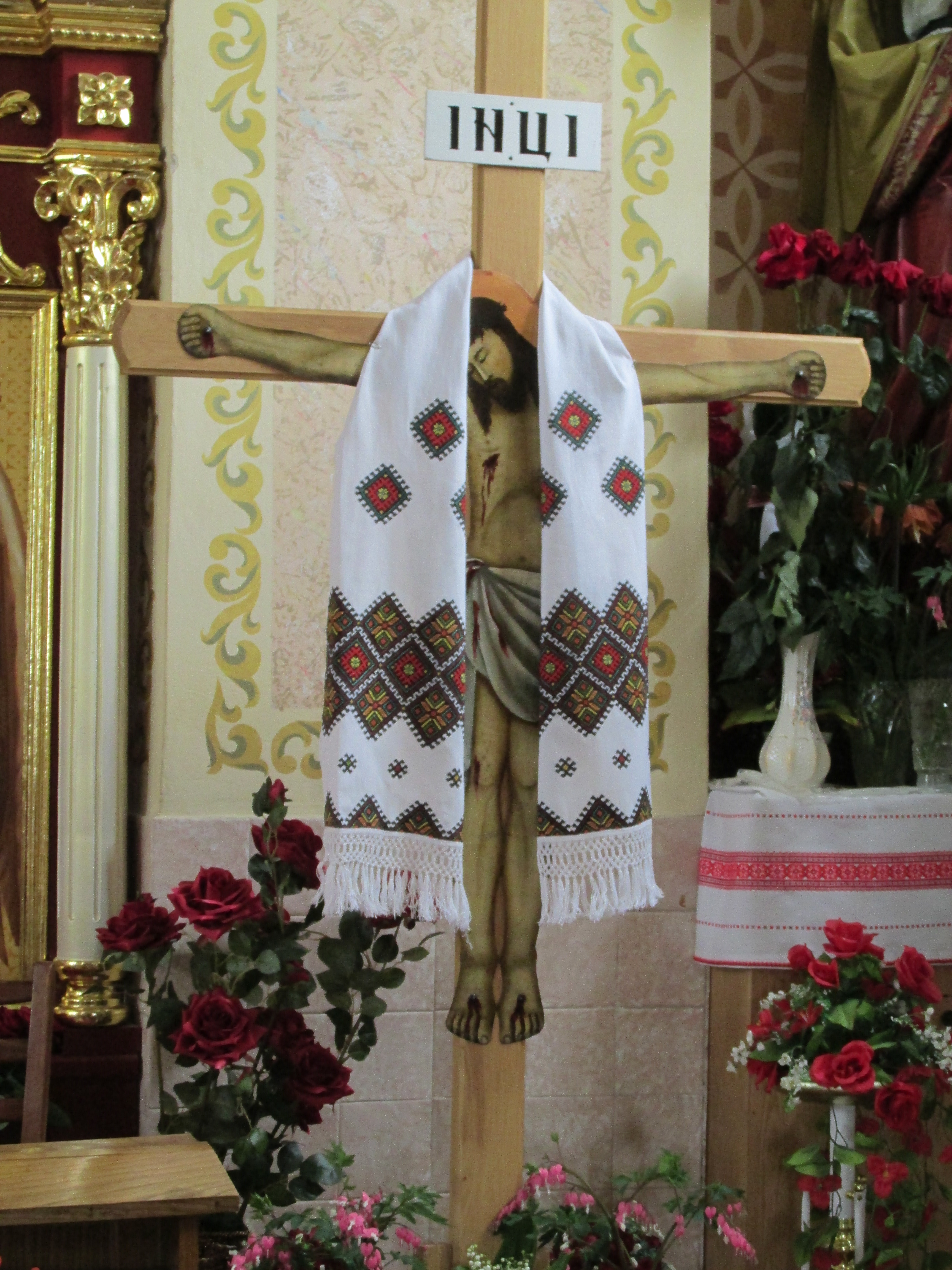
Розп'яття зі слов'янським написом ІНЦІ (Бучач, Україна)

У грецькій православній традиції вживається абревіатура INBI від дав.-гр. Ἰησοῦς ὁ Ναζωραῖος ὁ Bασιλεὺς τῶν Ἰουδαίων, а у слов'янській традиції скорочення виглядає як І.Н.Ц.І. від церк.-слов. І҆и҃съ назѡрѧни́нъ, цр҃ь і҆ꙋде́йскїй. Румунська православна церква використовує INRI, оскільки румунська абревіатура повністю збігається з латинською (від рум. Iisus Nazarineanul Regele Iudeilor).
Існує також інша православна традиція — замість справжнього напису Пілата давати на розп'ятті напис: дав.-гр. Bασιλεὺς τοῦ κόσμου, «Цар світу», або, у слов'янських країнах — «Цар слави». До XVII століття версія з «Царем слави» переважала в російській церкві, в той час як реформа Никона зробила обов'язковим напис ІНЦІ. Старообрядництво зберегло прихильність тексту «Цар слави», а збереження Никоном тексту Пілата стало в очах старообрядців одним із доказів єретичної суті реформи.

## Титл INRI

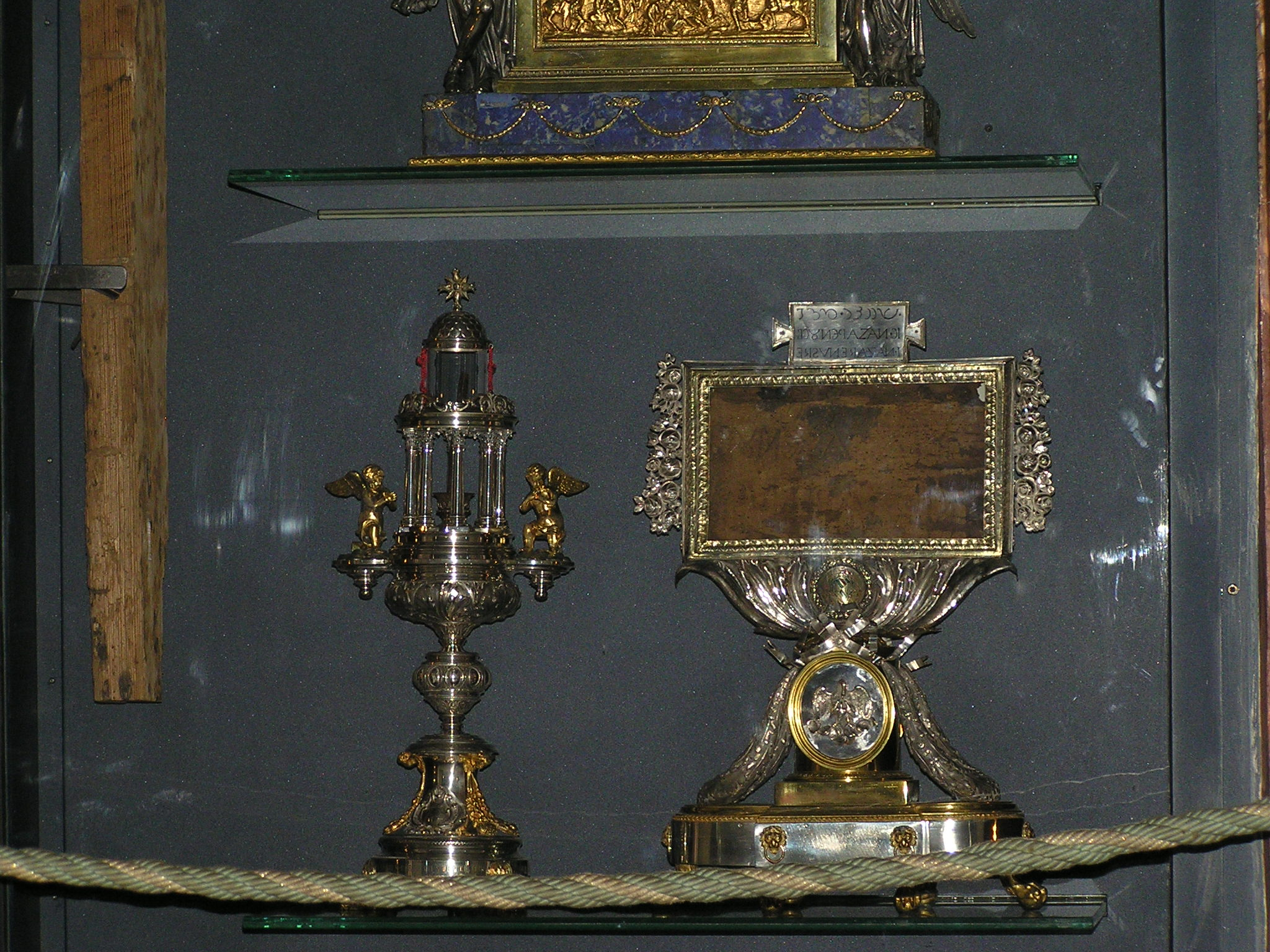
Релікварій у церкві Санта-Кроче-ін-Джерусалемме. Табличка, яка була прибита до розп'яття Ісуса Христа з надписом Понтія Пілата.

Титл INRI (лат. titulus) — християнська реліквія, знайдена в 326 році імператрицею Оленою під час її подорожі в Єрусалим разом з Животворним Хрестом і чотирма цвяхами.
Тривалий час титло зберігалося в Єрусалимі. Відомості про поклоніння цієї реліквії наводяться в оповіданні знатної паломниці IV століття Сільвії (або Етеріі). Вважається що титло було вивезено з Єрусалима в період хрестових походів.
В наш час, за запевненням католицької церкви, великий фрагмент титла зберігається в церкві Санта-Кроче-ін-Джерусалемме в Римі.
Деякі предстоятелі московської церкви не визнали даний фрагмент як справжній. Зокрема, митрополит Московський Філарет писав — особа, яка виконала напис на фрагменті не була знайома з єврейською мовою і графікою і намагалася видати випадкові закарлючки біля відколу за елементи єврейських букв[джерело?].

## Інші значення INRI
В алхімічній та гностичній традиції абревіатура INRI має друге значення: Igne Natura Renovatur Integra, тобто Вогнем природа оновлюється вся або Вся природа постійно оновлюється вогнем. Зараз, в другому значенні, використовується рядом окультних організацій.